# Günter Debus
Günter Debus (* 1. September 1939 in Gönnern; † 6. März 2022 in Aachen) war ein deutscher Psychologe.

## Leben
Günter Debus studierte Psychologie an der Philipps-Universität Marburg und Freien Universität Berlin (FU) von 1960 bis 1965.
Ab 1965 war er Wissenschaftlicher Mitarbeiter zunächst an der Justus-Liebig-Universität Gießen, ab 1971 an der Heinrich-Heine-Universität Düsseldorf. Er promovierte 1969 in Gießen zum Dr. rer. nat. über die Methodik der Befindlichkeitsbeschreibung. In Düsseldorf habilitierte er sich 1976 mit der Arbeit zur Abhängigkeit der zeitweiligen Hörschwellenverschiebung (Temporary threshold shift – TTS) von zentralen Faktoren (Emotion, Aufmerksamkeit, Aktivierung).
Von 1978 bis zur Pensionierung 2004 war er Professor für Psychologie an der RWTH Aachen. Dort war er von 1992 bis 1994 Prodekan und von 1994 bis 1996 Dekan der Philosophischen Fakultät.

## Forschung und Lehre

### Forschungsschwerpunkte
- Adjektivische Zustandsbeschreibung (Aktivierung, Gefühle): Methodik und Theorie
- Experimentelle Pharmakopsychologie: Paradigmen und Modelle, Geschichte
- Experimentelle Stressforschung: Emotionale Belastung, Lärm
- Verkehrsforschung: Automatisierte Fahrkolonnen, Fahrkompetenzerwerb, Unfälle bei Nebel
- Raumkognition: Experimentelle Analyse anhand von Verhaltens- und EEG-Daten

### Schwerpunkte der Lehre
- Biologische Psychologie
- Experimentelle Methodik
- Arbeitspsychologie und Ergonomie

## Veröffentlichungen (Auswahl)
- G. Debus: Über Wirkungen akustischer Reize mit unterschiedlicher emotionaler Valenz. Hain, Meisenheim 1978.
- W. Janke, G. Debus: Eigenschaftswörterliste (EWL). Hogrefe, Göttingen 1978.
- G. Debus: Pharmakopsychologie. In: A. Schorr (Hrsg.): Hand-Wörterbuch der angewandten Psychologie. Deutscher Psychologen Verlag, Bonn 1993, S. 514–518.
- G. Debus, G. Erdmann, K. W. Kallus (Hrsg.): Biopsychologie von Streß und emotionalen Reaktionen. Ansätze interdisziplinärer Forschung. Hogrefe, Göttingen 1995.
- G. Debus, D. Heller, M. Wille, E. Dütschke, M. Normann, L. Placke: Risikoanalyse zu Massenunfällen im Nebel. In: Bericht der Bundesanstalt für Straßenwesen. Heft M 169, 2004.
- K. Gramann, H. Müller, B. Schönebeck, G. Debus: The Neural Basis of Egocentric and Allocentric Reference Frames in Spatial Navigation: Evidence from spatio-temporal coupled Current Density Reconstruction. In: Brain Research. 1118, 2006, S. 116–129.
- W. Janke, M. Schmidt-Daffy, G. Debus (Hrsg.): Experimentelle Emotionspsychologie. Pabst, Lengerich 2008.